# Zagora, Marocko

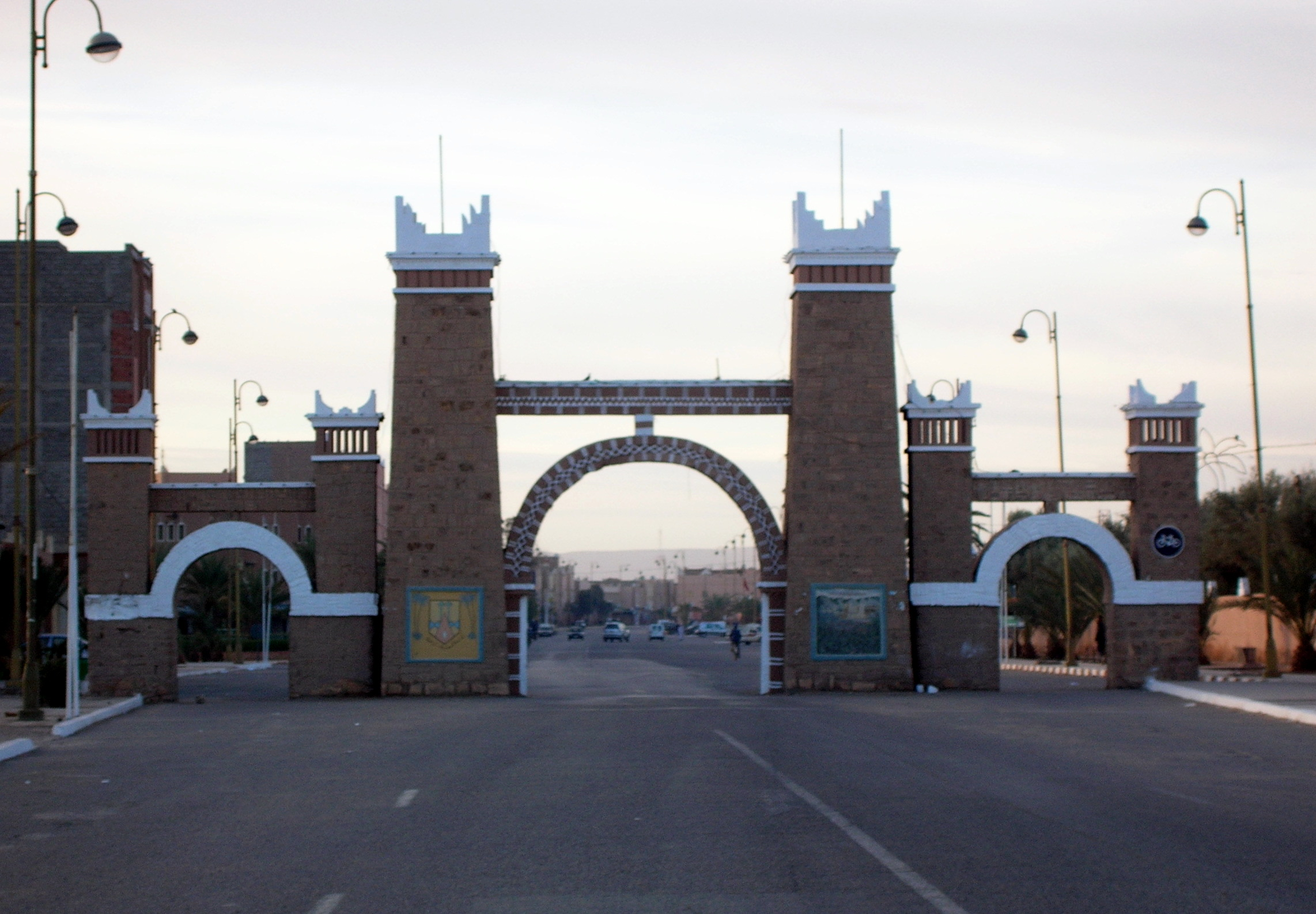
Portal vid Zagora.

Zagora (arabiska: زاكورة) är en stad i Marocko och är administrativ huvudort för provinsen Zagora som är en del av regionen Drâa-Tafilalet. Folkmängden uppgick till 40 067 invånare vid folkräkningen 2014.